# Cypria pseudocrenulata
Cypria pseudocrenulata is een mosselkreeftjessoort uit de familie van de Cyprididae. De wetenschappelijke naam van de soort is voor het eerst geldig gepubliceerd in 1936 door Furtos.